# Liste der österreichischen Gesandten in Hannover
Dies ist eine Liste der österreichischen Gesandten im Kurfürstentum und Königreich Hannover.

## Gesandte
171?: Aufnahme diplomatischer Beziehungen
...
- 1817–1820: Felix von Mier (1788–1857)
- 1823–1839: Franz Seraphin von Kuefstein (1794–1871)
- 1839–1850: Friedrich Kreß von Kressenstein (1776–1855)
- 1850–1851: vakant
- 1851–1855: August von Koller (1805–1883)
- 1855–1866: Damian Friedrich von Ingelheim (1807–1888)

1866: Auflösung der Gesandtschaft infolge der preußischen Annexion Hannovers